# Wai Krong Stadium
Das Wai Krong Stadium ist ein Fußballstadion in Rayong in der Provinz Rayong, Thailand. Es wird hauptsächlich für Fußballspiele genutzt und ist das Heimstadion vom thailändischen Viertligisten Bankhai United Football Club. Das Stadion hat eine Kapazität von 1362 Personen. 

## Nutzer des Stadions
| Verein            | Zeitraum der Nutzung |
| ----------------- | -------------------- |
| Bankhai United FC | 2017 bis heute       |